# Kári Nielsen
Kári Nielsen (ur. 3 marca 1981 w Thorshavn na Wyspach Owczych) – farerski piłkarz, grający na pozycji pomocnika w stołecznym klubie HB Tórshavn.

## Kariera klubowa

### B71 Sandoy
Kári Nielsen zaczynał swoją piłkarską karierę w klubie B71 Sandoy, reprezentującego miejscowość Sandur. Zadebiutował w jego barwach 6 kwietnia 1997 roku w przegranym, wyjazdowym meczu Pucharu Wysp Owczych 1997 przeciwko NSÍ Runavík (2:4). W tym sezonie Nielsen zagrał jeszcze w siedemnastu spotkaniach pierwszego i dwóch drugiego składu swojego klubu. Zdobył także jednego gola w meczu w meczu pucharowym przeciwko LÍF Leirvík (4:2), a także swoją pierwszą żółtą kartkę w tym samym spotkaniu. B71 Sandoy nie utrzymał się w tamtym sezonie w 1.deild, zajął bowiem, ostatnią, dziesiątą pozycję w tabeli.
W czasie kolejnego sezonu klub ten wywalczył ponownie awans do pierwszej ligi. Nielsen zagrał w dwudziestu spotkaniach swojego klubu i zdobył swoją pierwszą, ligową bramkę w wyjazdowym meczu przeciwko FS Vágar (1:0). B71 Sandoy utrzymał się w lidze w pierwszym sezonie po tym awansie, zajmując ósmą pozycję w lidze. Nielsen ponownie zdobył jednego gola w osiemnastu meczach.
Podczas kolejnego sezonu Kári Nielsen zdobył swoją pierwszą bramkę w pierwszej lidze, w spotkaniu wyjazdowym przeciwko B36 Tórshavn, wygranym przez jego zespół 4:2. Był to jego jedyny gol w tamtym sezonie. Zagrał w dwudziestu czterech meczach, co jest jego rekordem w liczbie spotkań dla klubu B71 Sandoy.
Sezon 2001 był tym, w którym B71 Sandoy pożegnał się z pierwszą ligą po porażce w barażach z Skála ÍF (1:0, 1:4). Nielsen zagrał wtedy w czternastu meczach, głównie w drugiej połowie sezonu i zdobył jedną bramkę. Zagrał także w jednym spotkaniu B71 Sandoy II, gdzie w meczu przeciwko B36 Tórshavn III został ukarany swoją pierwsza czerwoną kartką w karierze.

### Skála ÍF
Po spadku swojego zespołu do 2.deild Kári Nielsen postanowił pozostać jednak w pierwszej lidze. Podpisał kontrakt z klubem, który pozbawił B71 Sandoy szansy gry w 1.deild – Skála ÍF. Grał tam tylko przez jeden sezon, wystąpił w dziewiętnastu spotkaniach, a swoją jedyną bramkę zdobył w meczu piętnastej kolejki w wygranym meczu przeciwko EB/Streymur 3:1. Podczas tamtego sezony został też ukarany sześcioma żółtymi kartkami, co stanowi porównywalną wartość z sumą kartek zdobytych we wszystkich sezonach dla B71 Sandoy. Jego nowy klub zajął ósme miejsce w tabeli, ostatnią z bezpiecznych lokat.

### HB Tórshavn
Od sezonu 2003 Kári Nielsen jest graczem HB Tórshavn ze stolicy archipelagu Wysp Owczych. W pierwszym składzie zagrał w dwunastu spotkaniach nie zdobywając żadnej bramki. Swego pierwszego gola w barwach nowego klubu zdobył spotkaniu HB Tórshavn II przeciwko B36 Tórshavn II. W sezonie tym został też ukarany swoją pierwszą żółtą kartką w HB (mecz pucharowy HB – B36, 1:1).
Podczas kolejnego sezonu Nielsen wystąpił w dwudziestu dziewięciu spotkaniach w tym w dwóch pierwszej rundy kwalifikacyjnej Ligi Mistrzów 2004/05, przeciwko gruzińskiemu WIT Georgia Tbilisi (0:5, 3:0). HB Tórshavn zajął zaś pierwsze miejsce w tabeli pierwszoligowej.
Od tamtej pory Kári Nielsen stał się jednym z kluczowych zawodników HB Tórshavn. Podczas sezonu 2005 zagrał w dwudziestu ośmiu spotkaniach, a jego klub zajął trzecie miejsce w tabeli, wznosząc się ponownie na pierwsze miejsce w sezonie 2006, podczas którego Nielsen w dwudziestu dziewięciu spotkaniach strzelił jednego gola. Został też wtedy ukarany swoją pierwszą czerwoną kartką w barwach HB Tórshavn.
W roku 2007 Nielsen ponownie zdobył jedną bramkę. Zagrał też w trzydziestu dwóch spotkaniach, co stanowi rekord rozegranych przez niego meczów w ramach jednego sezonu. HB Tórshavn zajął czwarte miejsce w tabeli. W 2008 roku zaś został wicemistrzem archipelagu. Kári Nielsen rozegrał wtedy dwadzieścia osiem spotkań i strzelił jednego gola. Został on wtedy także ukarany swoją pierwszą czerwoną kartką w ramach europejskich rozgrywek, w meczu Pucharu Intertoto 2008 przeciwko szwedzkiemu IF Elfsborg 28 czerwca 2008 (0:0).
Podczas sezonu 2009 Kári Nielsen wystąpił w dwudziestu dziewięciu spotkaniach, nie strzeliwszy jednak żadnej bramki. Jego zespół został mistrzem archipelagu. Jak dotąd w czasie obecnego sezonu zagrał w dziesięciu spotkaniach i zdobył jednego gola.

### Statystyki
| Klub        | Sezon       | Liga           | Liga  | Liga   | Liga         | Liga            | Puchary krajowe | Puchary krajowe | Puchary krajowe | Puchary krajowe | Puchary europejskie | Puchary europejskie | Puchary europejskie | Puchary europejskie | Suma  | Suma   | Suma         | Suma            |
| Klub        | Sezon       | Liga           | Mecze | Bramki | Kartki       | Kartki          | Mecze           | Bramki          | Kartki          | Kartki          | Mecze               | Bramki              | Kartki              | Kartki              | Mecze | Bramki | Kartki       | Kartki          |
| Klub        | Sezon       | Liga           | Mecze | Bramki | Żółte kartki | Czerwone kartki | Mecze           | Bramki          | Żółte kartki    | Czerwone kartki | Mecze               | Bramki              | Żółte kartki        | Czerwone kartki     | Mecze | Bramki | Żółte kartki | Czerwone kartki |
| ----------- | ----------- | -------------- | ----- | ------ | ------------ | --------------- | --------------- | --------------- | --------------- | --------------- | ------------------- | ------------------- | ------------------- | ------------------- | ----- | ------ | ------------ | --------------- |
| B71 Sandoy  | 1997        | 1.deild        | 14    | 0      | 0            | 0               | 3               | 1               | 1               | 0               | –                   | –                   | –                   | –                   | 17    | 1      | 1            | 0               |
| B71 Sandoy  | 1997        | 3.deild        | 2     | 0      | 0            | 0               | –               | –               | –               | –               | –                   | –                   | –                   | –                   | 2     | 0      | 0            | 0               |
| B71 Sandoy  | 1998        | 2.deild        | 18    | 1      | 2            | 0               | 2               | 0               | 0               | 0               | –                   | –                   | –                   | –                   | 20    | 1      | 2            | 0               |
| B71 Sandoy  | 1999        | 1.deild        | 12    | 0      | 1            | 0               | 6               | 1               | 0               | 0               | –                   | –                   | –                   | –                   | 18    | 1      | 1            | 0               |
| B71 Sandoy  | 2000        | 1.deild        | 18    | 1      | 2            | 0               | 6               | 0               | 1               | 0               | –                   | –                   | –                   | –                   | 24    | 1      | 3            | 0               |
| B71 Sandoy  | 2001        | 1.deild        | 14    | 1      | 0            | 0               | 0               | 0               | 0               | 0               | –                   | –                   | –                   | –                   | 14    | 1      | 0            | 0               |
| B71 Sandoy  | 2001        | 3.deild        | 1     | 0      | 0            | 1               | –               | –               | –               | –               | –                   | –                   | –                   | –                   | 1     | 0      | 0            | 1               |
| Skála ÍF    | 2002        | 1.deild        | 13    | 1      | 5            | 0               | 6               | 0               | 1               | 0               | –                   | –                   | –                   | –                   | 19    | 1      | 6            | 0               |
| HB Tórshavn | 2003        | 1.deild        | 5     | 0      | 0            | 0               | 7               | 0               | 1               | 0               | ?                   | ?                   | ?                   | ?                   | 12+?  | 0      | 1+?          | 0+?             |
| HB Tórshavn | 2003        | 2.deild        | 4     | 2      | 0            | 0               | –               | –               | –               | –               | –                   | –                   | –                   | –                   | 4     | 2      | 0            | 0               |
| HB Tórshavn | 2004        | 1.deild        | 16    | 1      | 2            | 0               | 11              | 1               | 2               | 0               | 2                   | 0                   | 0                   | 0                   | 29    | 2      | 4            | 0               |
| HB Tórshavn | 2005        | Formuladeildin | 24    | 0      | 8            | 0               | 2               | 0               | 1               | 0               | 2                   | 0                   | 0                   | 0                   | 28    | 0      | 9            | 0               |
| HB Tórshavn | 2006        | Formuladeildin | 25    | 1      | 6            | 1               | 2               | 0               | 0               | 0               | 2                   | 0                   | 0                   | 0                   | 29    | 1      | 6            | 1               |
| HB Tórshavn | 2007        | Formuladeildin | 26    | 1      | 5            | 1               | 4               | 0               | 0               | 0               | 2                   | 0                   | 0                   | 0                   | 32    | 1      | 5            | 1               |
| HB Tórshavn | 2008        | Formuladeildin | 22    | 1      | 5            | 0               | 4               | 0               | 0               | 0               | 2                   | 0                   | 0                   | 1                   | 28    | 1      | 5            | 1               |
| HB Tórshavn | 2009        | Formuladeildin | 25    | 0      | 5            | 0               | 3               | 0               | 1               | 0               | 1                   | 0                   | 0                   | 0                   | 29    | 0      | 6            | 0               |
| HB Tórshavn | 2010        | Formuladeildin | 8     | 1      | 0            | 0               | 2               | 0               | 0               | 0               | 0                   | 0                   | 0                   | 0                   | 10    | 1      | 0            | 0               |
| Suma        | B71 Sandoy  | B71 Sandoy     | 79    | 3      | 5            | 1               | 17              | 2               | 2               | 0               | –                   | –                   | –                   | –                   | 96    | 26     | 7            | 1               |
| Suma        | Skála ÍF    | Skála ÍF       | 13    | 1      | 5            | 0               | 6               | 0               | 1               | 0               | –                   | –                   | –                   | –                   | 19    | 1      | 6            | 0               |
| Suma        | HB Tórshavn | HB Tórshavn    | 155   | 5      | 31           | 2               | 35              | 1               | 5               | 0               | 11+?                | 0                   | 0+?                 | 1+?                 | 197+? | 6      | 36+?         | 3+?             |
| Suma        | Wszystkie   | Wszystkie      | 247   | 11     | 41           | 3               | 58              | 3               | 8               | 0               | 11+?                | 0                   | 0+?                 | 1+?                 | 316+? | 14     | 49+?         | 4+?             |

### Osiągnięcia
HB Tórshavn
- Mistrzostwo Wysp Owczych: 2003, 2004, 2006, 2009
- Puchar Wysp Owczych: 2004
- Superpuchar Wysp Owczych: 2009, 2010

## Kariera reprezentacyjna
Swój pierwszy mecz w ramach reprezentacji Wysp Owczych Nielsen rozegrał 1 czerwca 2004. Było to spotkanie towarzyskie przeciwko ekipie Holandii, przegrane przez Farerczyków 0:3. Od tamtej pory Nielsen rozegrał w reprezentacji siedem spotkań i nie zdobył żadnej bramki.
| Występy w reprezentacji Wysp Owczych | Występy w reprezentacji Wysp Owczych | Występy w reprezentacji Wysp Owczych | Występy w reprezentacji Wysp Owczych | Występy w reprezentacji Wysp Owczych |
| Data                                 | Stadion, miasto                      | Przeciwnik                           | Wynik                                | Zdobyte bramki                       |
| ------------------------------------ | ------------------------------------ | ------------------------------------ | ------------------------------------ | ------------------------------------ |
| 1 czerwca 2004                       | Stade Olympique, Lozanna             | Holandia                             | 0:3                                  |                                      |
| 14 maja 2006                         | Stadion Amiki Wronki, Wronki         | Polska                               | 0:4                                  |                                      |
| 16 sierpnia 2006                     | Svangaskarð, Toftir                  | Gruzja                               | 0:6                                  |                                      |
| 2 września 2006                      | Celtic Park, Glasgow                 | Szkocja                              | 0:6                                  |                                      |
| 11 października 2006                 | Tórsvøllur, Tórshavn                 | Litwa                                | 0:1                                  |                                      |
| 11 października 2006                 | Stade Auguste Bonal, Montbéliard     | Francja                              | 0:5                                  |                                      |
| 4 czerwca 2008                       | A. Le Coq Arena, Tallin              | Estonia                              | 3:4                                  |                                      |